# Paul Blau (Theologe)
Paul Blau (* 15. Mai 1861 in Suhl; † 19. Dezember 1944 in Posen) war ein deutscher evangelischer Theologe und Autor.

## Leben
Paul Blau war der Sohn des preußischen Konsuls Otto Blau (1828–1879), der als Orientalist und Slawist im diplomatischen Dienst unter anderem ins osmanisch-bosnische Sarajevo und ins ukrainische Odessa bestellt war. Er besuchte das Internat Schulpforta und studierte danach in Berlin und Tübingen. Seine erste Pfarrstelle für die Evangelische Kirche der älteren Provinzen Preußens hatte er 1885 in Haynrode, seinerzeit Kirchenprovinz Sachsen. Noch im selben Jahr trat er ein Pfarramt in Jüterbog, Kirchenprovinz Brandenburg, an, das er bis 1897 innehatte. Er wechselte als Pfarrer ans Augusta-Hospital und zur Kaiserin-Augusta-Stiftung nach Berlin und avancierte 1902 zum Hofprediger.
Als Superintendent in Wernigerode (Kirchenprovinz Sachsen) gründete der inzwischen zweimal verwitwete Blau 1909 das „Apologetische Seminar“, das später in Luther-Akademie umbenannt wurde, ab 1932 in Sondershausen seinen Sitz hatte und von Carl Stange geleitet wurde. Paul Blau war während der Tagungen der Lutherakademie immer als Redner bei den einzelnen Tagungen dabei. 1943 hielt er noch die Festrede mit dem Titel „Ich und Wir, Individuum und Gemeinschaft“. In dieser Zeit begann er mit der Veröffentlichung von Büchern zu Glaubensfragen und Lebenshilfe, ab 1938 veröffentlichte er seine Erinnerungen.
Als Nachfolger Johannes Hesekiels war Blau ab 1911 Generalsuperintendent der altpreußischen Kirchenprovinz Posen. 1920 wurde deren Gebiet überwiegend Polen zugeschlagen. Damit begann für Blau eine schwierige Zeit, in der er, gesundheitlich längst angeschlagen, in einem katholisch geprägten Land seine Kirche führen musste. 
Als die polnische Regierung am 1. Juli 1920 schließlich eine grenzüberschreitende evangelische Kirchengemeinschaft verbot, löste die posensche Provinzialkirchenleitung unter Blau die Einheit mit der altpreußischen Landeskirche und rang um die Anerkennung als eigenständige Kirche durch die Republik Polen. So machte sich die Kirchenprovinz Posen – ohne die bei Deutschland verbliebenen Kirchengemeinden – als Unierte Evangelische Kirche in Polen selbständig. Generalsuperintendent Blau wurde mit gleicher Titulatur und Funktion Leiter der neuen Kirche.
Blau widersetzte sich dem staatlich oktroyierten Versuch, die Kirche dem Warschauer Konsistorium der augsburgischen Kirche von ehemals Russisch-Polen unter Generalsuperintendent Juliusz Bursche zu unterstellen. Blau gewann die pommerellischen evangelischen Kirchengemeinden, die bei Schaffung der Freien Stadt Danzig nicht an diese, sondern zu Polen kamen, sowie die Kirchengemeinden im ehemals ostpreußischen Kreis Soldau dafür, sich der Unierten Evangelischen Kirche in Polen anzuschließen.
Erschwert wurde Blaus Aufgabe durch eine massenhafte Abwanderung der deutschen Bevölkerung Posens – und damit vieler Protestanten – ins Deutsche Reich. Die staatliche Anerkennung für die Unierte Evangelische Kirche blieb aber aus.
Zudem bereiteten die polnischen Behörden Polen deutscher Zunge, die an einer deutschen Universität Theologie studieren wollten, Passschwierigkeiten. In seiner Funktion als „Generalsuperintendent der Unierten Evangelischen Kirche in Polen“ gründete er 1921 daher eine theologische Schule und ein Predigerseminar. In der Theologenausbildung arbeitete Blau mit Generalsuperintendent Paul Kalweit vom Landessynodalverband der Freien Stadt Danzig, der ein Gliedverband der altpreußischen Kirche war, zusammen, da Polen und die Freie Stadt visafreien Reiseverkehr pflegten.
Das Verhältnis zu Bursche und der Evangelisch-Augsburgischen Kirche blieb gespannt, auch die traditionell schwierigen Beziehungen der Unierten zu den Altlutheranern (Evangelisch-Lutherische Kirche in Polen (Kościół Ewangelicko-Luterański w Polsce)) hätten besser sein können. Dagegen waren die Beziehungen zur Evangelischen Kirche A. u. H. B. in Kleinpolen (Kościoł Ewangelicki Augsburskiego i Helweckiego Wyznania w Małopolsce) unter Superintendent Theodor Zöckler und zur Unierten Evangelischen Kirche in Polnisch Oberschlesien gedeihlich. Als Leiter des evangelischen Konsistoriums in Posen sprach sich Blau im Herbst 1934 für den Beitritt aller Geistlicher von deutscher Nationalität mit polnischer Staatsangehörigkeit in die Deutsche Vereinigung für Posen und Pommerellen aus, denn diese sei keine politische Partei, sondern eine „Zusammenfassung des gesamten Deutschtums“. Dem Verbot jeglicher politischer Betätigung für die Geistlichen werde also Folge geleistet.
Als Blau von einer Kur im Sommer 1939 aus Deutschland nach Posen heimreisen wollte, verweigerte die polnische Regierung ihm die Einreise. Er kehrte erst nach der deutschen Eroberung Posens dorthin zurück. Blau hatte nach der polnischen Annexion Posens von dem im Frieden von Versailles verbrieften Recht, für die bisherige Staatsbürgerschaft zu optieren, Gebrauch gemacht. So war er nicht Pole geworden, sondern Deutscher geblieben und hatte seinen Wohnsitz in Posen behalten. Daher unterstand er als Auslandsdeutscher polnischem Ausländergesetz und konnte demgemäß auch des Landes verwiesen werden. Die meisten seiner Kirchenmitglieder dagegen waren Teil der Minderheit ethnisch deutscher Polen, die als Staatsbürger ein Recht auf freien Aufenthalt in Polen hatten. 
Mit der deutschen Eroberung und Annexion der polnischen Territorien, die das Gebiet der Unierten Evangelischen Kirche in Polen einschlossen, änderte sich einiges, jedoch nicht zum Besseren. Die evangelischen Kirchengemeinden im Gebiet des neu gebildeten Reichsgaus Danzig-Westpreußen wurden 1940 mit der Evangelischen Kirche der Freien Stadt zum Kirchengebiet Danzig-Westpreußen unter Danzigs Bischof Johannes Beermann vereinigt und unterstanden wieder der altpreußischen Kirche.
Das verbleibende Kirchengebiet der Unierten Evangelischen Kirche in Polen lag komplett im Bereich der nationalsozialistischen Musterdiktatur Reichsgau Wartheland. Hier kam der Kirchenkampf voll zum Tragen. Die nunmehr Evangelische Kirche im Wartheland genannte Religionsgemeinschaft erlangte deutscherseits keine staatliche Anerkennung als Körperschaft des öffentlichen Rechts, sondern galt fortan als Verein.
Reichsstatthalter Arthur Greiser wollte den Einfluss und das Wirken der Kirchen so gering wie möglich halten. Denn die Verrohung der deutschen Besatzer und Siedler im Zuge der mörderisch ausgeführten Volkstumspolitik, die das Ausmorden und Austreiben der polnischsprachigen Bevölkerung einschloss, sollte nicht durch christliches Mahnen an göttliche Gebote gestört werden. Als Hanns Kerrl 1940 die Zuständigkeit seines deutschen Reichskirchenministeriums auf das Wartheland ausweiten wollte, wies Greiser dies mit höchster Unterstützung zurück.
Während katholische Priester polnischer Zunge, Pastoren der polnischsprachigen augsburgischen Kirche und Rabbiner im Warthegau in großer Zahl ermordet und sonst vertrieben wurden, waren deutschsprachige Pastoren zwar geduldet, aber nur unter der Vorgabe, die allgegenwärtigen Gewaltverbrechen nicht zu kritisieren. Blau konnte dieser Entwicklung kaum etwas entgegensetzen. Er starb in der Endphase des Kriegs 1944 in Posen.

## Werke (Auswahl)
- Lebensrätsel. Drei apologetische Abhandlungen über Leid, Tod u. Sünde, 1910
- Unser Glaube. 16 Predigten im Anschluß an das Apostolische Glaubensbekenntnis, 1911
- Praktische Seelsorge in Einzelbildern aus ihrer Arbeit. Hg. mit Männern der seelsorgerlichen Praxis von Paul Blau, Hamburg 1912
- Wie's wispert und wuspert im grünen Wald. Märchen (mit Anna Blau), 1914
- Lebenskunst. Ein Wegweiser zum Lebensglück, 1915
- Pfarramt und Seelsorge, 1927
- Leben und Wirken eines Auslanddeutschen im vorigen Jahrhundert. Erinnerungen an Dr. Otto Blau, 1928
- Bergan! Die Geschichte einer Lebenswanderung.

I: Aufbruch. Kindheits- und Jugenderinnerungen, 1938
II: Anstieg. Kandidatenzeit und erste Amtsjahre, 1939
III: Bergsommer. Amtszeit in Wernigerode und in Posen bis 1920, 1941
IV: Herbststürme, 1942
- Jenseits. Menschenfragen u. Gottesantwort, 1941

## Gedenktag
- 19. Dezember im Evangelischen Namenkalender[10]